# Elaphria plectilis
Elaphria plectilis là một loài bướm đêm trong họ Noctuidae.